# Rathenauplatz (metro, Neurenberg)
Rathenauplatz is een metrostation in de wijk Gärten bei Wöhrd van de Duitse stad Neurenberg. Het station werd geopend op 29 september 1990 en wordt bediend door de lijnen U2 en U3 van de metro van Neurenberg.